# Monastero dei Santi Gervasio e Protasio
Il monastero dei Santi Gervasio e Protasio è una comunità monastica femminile cistercense con sede a San Giacomo di Veglia, frazione di Vittorio Veneto, in provincia di Treviso e diocesi di Vittorio Veneto. Dalla sua fondazione (1212) al 1909 la comunità aveva risieduto in un monastero di Belluno.

## Storia

### Il monastero bellunese
Fu fondato il 13 maggio 1212, quando il decano del capitolo di Belluno, Baldovino, donò la chiesa dei Santi Gervasio e Protasio a donna Acega in cambio di una libbra d'incenso da offrire alla cattedrale in occasione della festa di San Martino. La prima badessa attestata è donna Benedetta (1268-1272).
Con una bolla pontificia di papa Urbano IV, dal 1379 il monastero fu ceduto all'abbazia di Follina, la quale divenne in seguito commenda e quindi monastero camaldolese.
Nel corso dei secoli il monastero attraversò alterne vicende. Nel 1493 fu quasi distrutto da un incendio; nel 1509 fu gravato dai tributi di guerra imposti da Massimiliano d'Austria durante la guerra della Lega di Cambrai; l'anno successivo si adoperò contro una grave carestia. Forse temprate da questi eventi, le monache si distinsero sempre per un comportamento assolutamente virtuoso.
La tradizione lega alla sua storia anche un fatto miracoloso: una notte a due giovani, intenzionati di aggredire le monache nel dormitorio, apparvero i Santi Gervasio e Protasio che li costrinsero alla fuga. A tutt'oggi, sul luogo dell'avvenimento si trovano due quadretti raffiguranti i patroni.
Nel 1810 gli editti napoleonici portarono alla soppressione del monastero, ma nel 1818, dopo l'arrivo degli Austriaci, fu riaperto.

### Il trasferimento a San Giacomo di Veglia
Ma gli echi delle leggi napoleoniche si fecero sentire ancora nel 1870: in quell'anno, le autorità di Belluno impugnarono i vecchi ordinamenti e imposero alle monache di lasciare gli edifici. Si giunse tuttavia ad un accordo e poterono restare purché non accettassero nuove postulanti: non appena la comunità avesse raggiunto un minimo di sette membri, essa sarebbe stata dichiarata estinta e i beni confiscati.
Nel 1909 le ultime suore furono così costrette a trasferirsi in due barchesse a San Giacomo di Veglia, appartenute ai conti Calbo Crotta e acquistate grazie a un lascito testamentario. La ripresa fu dura, in quanto gli edifici mal si adattavano alla vita monastica. Dopo la Rotta di Caporetto, inoltre, la zona fu occupata dagli Imperi Centrali e alcuni soldati si stabilirono proprio nel monastero, senza tuttavia arrecare danni agli edifici e alle monache. Verso la fine del conflitto, una bomba incendiaria danneggiò lievemente il solaio e, con la ritirata degli invasori, il monastero fu saccheggiato di opere d'arte e arredi.
La seconda guerra mondiale fu pure un evento drammatico. L'esercito tedesco, infatti, utilizzò l'edificio come deposito per camion. Inoltre, l'ultimo giorno della Resistenza, le SS in fuga furono attaccate dai partigiani. La battaglia infuriò proprio a San Giacomo di Veglia, dove la popolazione era sfollata, ma non le monache. Tuttavia, la comunità ne uscì illesa e l'edificio subì solo la rottura di qualche vetro.
La comunità è tuttora attiva e inserita appieno nella vita parrocchiale.

## Edifici

### Il monastero bellunese
Del complesso di Belluno, resta in particolare la chiesa. Ricostruita nel Seicento, dal 1967 è sede di una parrocchia della diocesi di Belluno-Feltre (forania di Belluno).
Nella parrocchiale di Tisoi è conservato l'altare originario della chiesa, qui trasferito dopo le soppressioni napoleoniche. L'opera, di notevoli dimensioni, ha un grandissimo valore ed è completata da un gruppo di tele del Carpaccio.

### L'attuale complesso
Come già accennato, dal 1909 la comunità ha trovato sede in due barchesse già parte del complesso di villa Calbo Crotta. Gli edifici si dispongono l'uno di fronte all'altro, con arcate a tutto sesto lungo fronti interni. Gli archi sono intercalati da semicolonne doriche sovrastate da un'ampia trabeazione. In corrispondenza di ogni arco si aprono le finestrelle rettangolari del sottotetto, che diventano ovali sui lati corti rivolti alla strada.
Le somiglianze con il "Barcon" di Vedelago fanno attribuire le costruzioni a Giorgio Massari.